# الإسلام في السنغال
الإسلام هو الدين السائد في السنغال. تشير التقديرات إلى أن 97%. ومعظمهم من أهل السنة والجماعة وعلى المذهب المالكي ويتبعون الطريقة الصوفية. كان للإسلام وجود في السنغال منذ القرن الحادي عشر. توسعت الصوفية مع الاستعمار الفرنسي، حيث تحول الناس إلى السلطة الدينية بدلاً من الإدارة الاستعمارية. الطرق الصوفية الرئيسية هي التيجانية والمريدية، وإلى حد أقل القادرية. وهناك ما يقرب من 1% من الشيعة إضافة إلى 1% من المسلمين يتبعون الأحمدية.
دخل الإسلام إلى السنغال قبل حوالي 1000 سنة. أولى القبائل التي اعتنقت الإسلام كانت قبائل مملكة تُوكُلور في القرن الحادي عشر الميلادي وبحلول القرن العشرين أصبح غالبية السنغاليين مسلمين.
الطريقة التي يمارس فيها الإسلام في السنغال مختلف عن باقي البلدان الإسلامية حيث يتم إتباع تقاليد الطريقة الصوفية والممارسة تأخذ شكل العضوية في الجمعيات الدينية.

## التاريخ

### مقدمة عن الإسلام

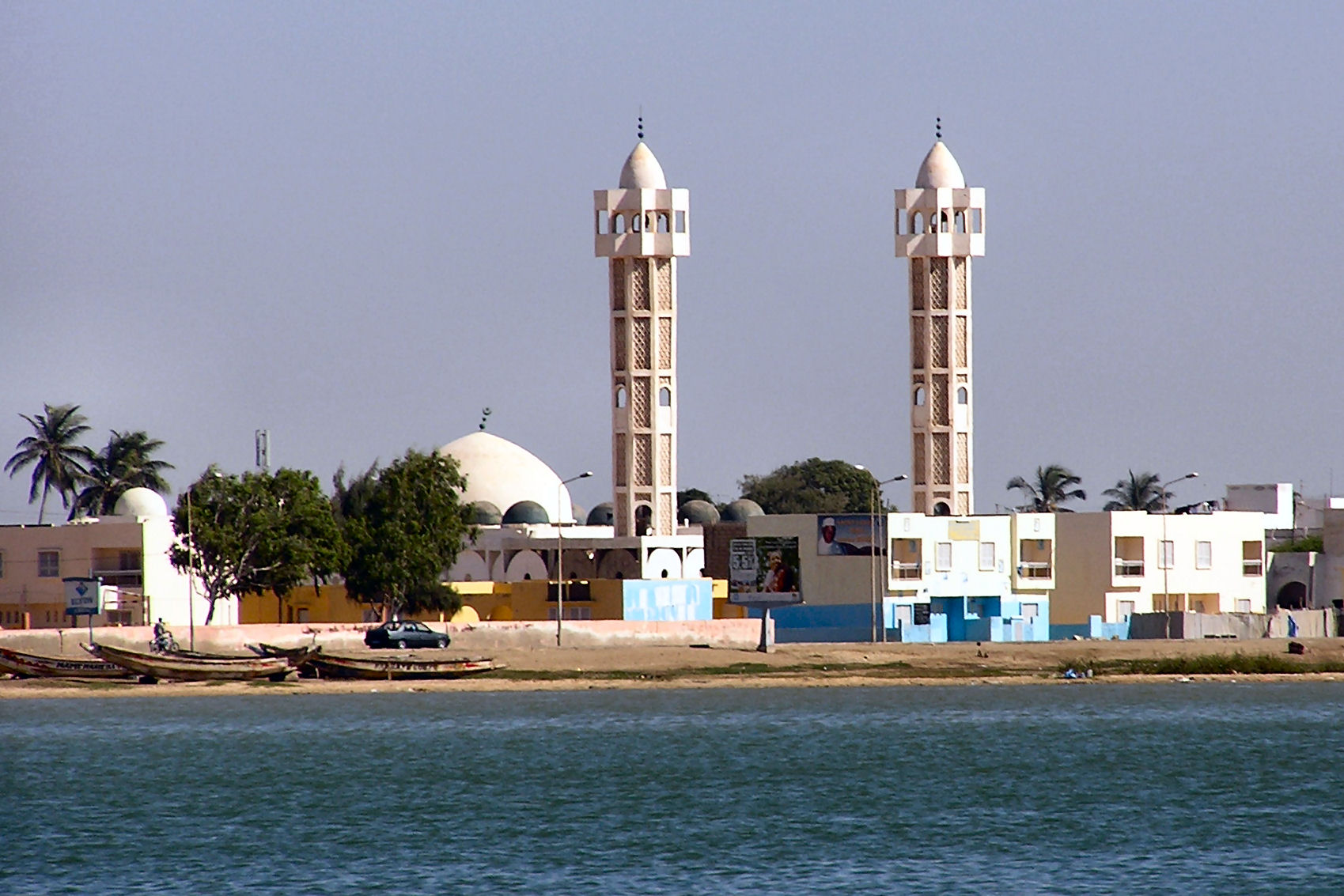
مسجد في سانت لويس بالسنغال.

منذ ما يقرب من ألف عام، كان هناك وجود إسلامي في السنغال. بدأ نفوذ الإسلام في المنطقة مع تحول ملك تكرور، وار جابي في عام 1040، على الأرجح كنتيجة للتجارة عبر الصحراء بين شمال وغرب إفريقيا. حاول الملك تحويل رعاياه، الذين يشار إليهم الآن باسم تكرور، في المحاولة الأولى لتحويل منطقة بأكملها. كانت إمبراطوريات أخرى، مثل إمبراطورية جولوف، أكثر مقاومة للإسلام لصالح دينهم التقليدي. حتى في المناطق التي كان فيها وجود إسلامي، استمر الكثيرون في ممارسات وثنية تقليدية، وفقًا للروايات البرتغالية.

### انتشار الإسلام
خلال القرنين السابع عشر والثامن عشر، استخدم الإسلام كهيكل للقوة والنزعة العسكرية. في القرن السابع عشر، أصبح الإسلام دين طبقات النخبة والتجار. في عام 1776، أطاح التكرور بأسرة دينيانك وأقاموا حكمًا ثيوقراطيًا. تأثروا بالحركات الإسلامية الأخرى في جميع أنحاء غرب إفريقيا، وعملوا عسكريًا لتحويل الدول الدينية التقليدية وإنشاء دول ثيوقراطية إسلامية. توقف هذا التوسع مؤقتًا عندما فشل التكرور في تحويل ولايات السيريرية التقليدية، التي هزمتهم وقتلت زعيمهم في القرن التاسع عشر في معركة من أجل الحفاظ على عقيدتهم الدينية السيريرية. إحدى هذه الحركات من غرب السودان كانت جماعة القادرية الصوفية، التي اجتازت الريف السنغالي واكتسبت أتباعًا. هذه الحركة طغت عليها التيجانية.

### الاستعمار الفرنسي والإسلام
خلال القرن الثامن عشر، بدأ الفرنسيون في استعمار السنغال. اتخذ المسلمون السنغاليون ردود فعل متنوعة ضد الاستعمار الفرنسي. خاصة في الريف، انضم السنغاليون إلى الجماعات الصوفية لتتحد ضد الاستعمار. وشعبية جماعة التيجانية هي علامة على هذا التحول. أصبح الإسلام «نقطة تجمع للمقاومة الأفريقية ضد الفرنسيين». أنشأ الحاج عمر الفوتي في البداية جماعة تيجانية في غرب إفريقيا بعد أن بدأ في التيجانية أثناء الحج إلى مكة. في محاولته إنشاء إمبراطورية تجانية إسلامية في السنغال، وُصف الفوتي بأنه «أبرز المحاربين من رجال الدين المسلمين». أصبح المرابطون والقادة ومصادر التوجيه في الجماعات الصوفية مصادر بديلة للسلطة في الانشقاق عن الفرنسيين. في وقت لاحق، كانت الجماعة المريدية تخدم نفس دور المقاومة للسنغاليين. كان العديد من المريديين سلطات سياسية سابقة فقدوا مناصبهم مع تولي الفرنسيين زمام الأمور، وكانوا يبحثون عن مصدر جديد للسلطة. شعر الفرنسيون بالتهديد واستهدفوا قادة هذه الحركات. تم القبض على مؤسس المريدية، الشيخ أحمدو بمبا مرتين من قبل الإدارة الاستعمارية. أدى هذا الظلم إلى زيادة شعبيته وتبجيل المريديين الشديد لقائدهم. حتى يومنا هذا، يتم تكريم الشيخ بامبا كقائد مهم للمقاومة في السنغال.
اختار مسلمون آخرون التعاون مع الفرنسيين، بل واكتسبوا مناصب في السلطة داخل الحكومة الفرنسية. كانت السنغال المستعمرة الوحيدة في إفريقيا السوداء التي استخدم فيها الفرنسيون «تكتيكات الاستيعاب»، مما سمح للمواطنة السنغالية والنفوذ السياسي إذا ما اندمجوا في الثقافة الفرنسية. في المدن، وخاصة الكوميونات الأربع التي أنشأها الفرنسيون، شارك المرابطون المسلمون الصوفيون، والسلطات الدينية، في السياسة السنغالية. يجادل البعض بأن المرابطين تعاونوا مع الفرنسيين لمصالح السنغال الفضلى، لأنهم شعروا أنه ليس لديهم خيار آخر. ومع ذلك، ردت حركات الإصلاح الإسلامي بغضب على تعاون المرابطين مع السلطات الفرنسية، واصفة هذه التحركات بالنفاق. كان أكثر هؤلاء الإصلاحيين شيوعًا هو الاتحاد الثقافي المسلم، الذي أسسه الشيخ توري عام 1953، بقيادة علماء دين بعضهم درس في جامعات القاهرة.
كان هؤلاء الإصلاحيون يردون على القمع الاستعماري الفرنسي للثقافة الإسلامية في السنغال. وكما يقول مباكي، فإن «الهدف النهائي للإدارة كان السيطرة على العقول» من أجل السيطرة على الأمة، ورأوا أن الإسلام يقف في طريقهم. بعد أن فرضوا دولة علمانية، حد الفرنسيون أيضًا من إنشاء المدارس القرآنية، وخلقوا مناهج علمانية بدلاً من مناهج إسلامية في المدارس العامة، وقيّدوا الكتب المتاحة للجمهور حول الموضوعات الإسلامية، واتصالات محدودة مع السنغال والشرق الأوسط، وقيدوا الحج إلى مكة. واعتقلوا وقتلوا علماء المسلمين.

## الإسلام الصوفي

### الطرق الصوفية
في السنغال، حوالي 95% من المسلمين ينتمون إلى الطريقة الصوفية، أكثر من أية مجموعة من السكان المسلمين في العالم. أكبر الطرق المتبعة هي التيجانية والمريدية، على الرغم من وجود القادرية والّلايين أيضا في أجزاء من البلاد. غالبًا ما يكون هدف كل مؤسس هو توحيد جميع المسلمين. ومع ذلك، في الممارسة العملية، غالبًا ما يؤكد أولئك داخل الطريقة على تفوق طريقته على الآخرين. يتم إنشاء المساجد من قبل طرق محددة، على الرغم من أن الأفراد أحرار في حضور أي مسجد يفضلونه.
القادرية هي الطريقة الأصغر والأقدم في السنغال. تم تقديمها في القرنين الثامن عشر والتاسع عشر من قبل دعاة من موريتانيا والنيجر.
يتعرف المزيد من الصوفيين السنغاليين على الطريقة التيجانية أكثر من أي دولة أخرى. تم تقديم هذا الأمر إلى السنغال من قبل الحاج عمر الفوتي (1780-1840)، الذي حاول إنشاء إمبراطورية إسلامية وتنظيم جميع المسلمين. على الرغم من أنه فشل إلى حد كبير خلال حياته، فقد توسع النظام بشكل كبير منذ ذلك الحين. يركز التيجانيون بشدة على تعليم القرآن، وقد أنشأوا مدارس للفتيات أيضًا.
تعتبر الطريقة المريدية هي الأكثر تنظيماً وتأثيراً من بين الجماعات الصوفية في السنغال. أعلن الطريقة المريدية، عند إنشائها لأول مرة، تفوقها على التيجانية، الذين ردوا بدورهم بقمع عنيف لعائلة الطريقة المريدية. أسس المريدية الشيخ أحمدو بامبا (1850-1927) الذي رفض بشدة القوى الاستعمارية الفرنسية، وقد اجتذب هذا الموقف العديد من القادة السياسيين الذين فقدوا مناصبهم بسبب الاحتلال الفرنسي. في كل عام، يقوم الآلاف من السنغاليين بالحج إلى طوبى لحضور احتفال ديني يقام من قبل المريديين تكريما للشيخ بامبا. كتب الكثيرون عن المريديين لأن الفصيل المنحرف لهذه الطريقة أصبح راديكاليًا وخطيرًا في بعض الأحيان. لا يمثل هذا الفصيل غالبية المريديين، وقد كشف تقرير بيو عن الديانة السنغالية أن 92% من السنغاليين لا يربطون كلمة «عنف» بالمسلمين.

الّلايين هي جماعة صوفية صغيرة ولكنها متنامية. غالبًا ما يتم رفضهم من قبل أكبر عدد من المسلمين بسبب معتقدات يسميها البعض غير إسلامية، بما في ذلك تأكيد مؤسسهم أنه كان نبيًا.

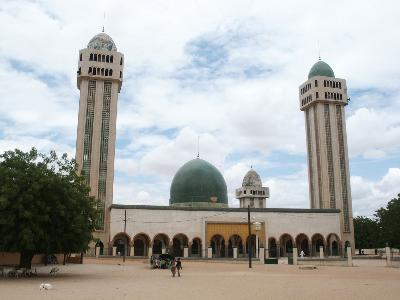
مسجد في كاولاك بالسنغال.

### الممارسات
يتم تنظيم الجماعات الصوفية أو الطرق في السنغال في تسلسل هرمي متقن. أقوى زعيم هو الخليفة العام، وهو مصطلح فرضه المستعمر الفرنسي واستخدم فقط في أوامر المريدية واللايين. مؤسس الإخوان هو أول خليفتها العام، ومنصبه موروث من خلفه. ثانوية للخليفة الشيوخ أو المرابطون، الذين يعملون كوسطاء ويقدمون التعليمات لمريديهم، أو الطامحين.
يعتمد المرابطون على تبرعات أتباعهم. في المقابل، يعمل المرابطون مع أتباعهم، وغالبًا ما يرتبون الزيجات أو يحلون الخلافات. يقوم الأتباع بالعمل الشاق المتمثل في الاهتمام بحقول الخليفة أو حقول الحبوب، ويساعد «الأكثر طموحًا أو محظوظًا» الخليفة في شؤونه الخاصة أو العامة على أمل تلقي التعاليم الروحية.
تقليديا غالبا ما يرسل الآباء أطفالهم للعيش مع المرابطين ويصبحون طلابا. قد ينخرط هؤلاء الأطفال في أعمال شاقة في الريف، أو يستجوبون التبرعات في المناطق الحضرية. أثارت هذه الممارسة استجابة من اليونيسف ومنظمات حقوق الإنسان الأخرى، الذين يجادلون بأن هذه الممارسات تشكل إساءة معاملة للأطفال. غالبًا ما تدعي هذه المنظمات الغربية أن هذه المشكلة جديدة وآخذة في الازدياد. يربطون هذه الممارسة بعدم قدرة الوالدين على تربية أطفالهم، أو الضغط الاقتصادي، أو الخصوبة غير المنضبطة. على العكس من ذلك، وجد العلماء أن هذه الممارسة موجودة منذ قرون، وتعمل كمصدر للتدريب الأخلاقي للأطفال، وهي في الواقع في حالة تدهور.
يقوم أعضاء الجماعات أيضًا بإنشاء جمعيات داخل مجتمعاتهم. تلتقي هذه المجموعات بشكل غير رسمي لغناء الأناشيد الدينية، والصلاة، والانخراط في أنواع أخرى من التعبد، ومناقشة تاريخ أخوتهم. ينظمون أيضًا أنشطة دينية، مثل الرحلات لرؤية المرابطين.

### المرأة والقيادة
تنشط السنغال في الجماعات الصوفية. غالبًا ما ينظمون أو يلعبون أدوارًا مهمة في الدعوة، الجمعيات الأهلية الأصغر للطرق. تلعب المرأة دورًا عامًا في المجتمع حيث تقوم بعمل تطوعي، أو تجمع الأموال للمرابط، أو تنظم زيارات دينية، أو تروج لأنشطة الدعوة في الإذاعة أو التلفزيون.
على الرغم من ندرة ذلك، يمكن للمرأة أن تصبح من القادة الروحيين أو المرابطين. كان لدى المريدية امرأة واحدة من المرابطين، هي السخنة ماجات ديوب، التي ورثت منصب والدها. كما حصلت نساء القادرية على منصب المرابط.
السنغال لديها بالفعل رئيسة وزراء مسلمة، مامي ماديور بوي.

## الإسلام الشيعي
يمارس الإسلام الشيعي في السنغال عدد متزايد من السنغاليين، وكذلك من قبل الجالية اللبنانية في السنغال.
الإسلام الشيعي هو الدين الأساسي للجالية اللبنانية في السنغال، والتي تأسست في السنغال منذ أكثر من قرن. كما يمارسها عدد متزايد من السنغاليين الأصليين، بما في ذلك شعوب الولوف والفولا.
منذ السبعينات، وخاصة مع وصول مجتمع المزدهر وقائدهم شريف محمد علي حيدرة في أوائل العقد الأول من القرن الحادي والعشرين، زاد عدد السنغاليين الشيعة بشكل مطرد في كل من المناطق الحضرية والريفية. وفقًا لليختمان (2017)، تساعد مشاريع التنمية الريفية المختلفة لمظاهر على سد الفجوة بين المناطق الحضرية والريفية بين المسلمين الشيعة في السنغال، كما ساعدت على زيادة عدد المسلمين الشيعة في السنغال.

## الثقافة الشعبية
تتجلى أهمية الصوفية في الثقافة الشعبية الحديثة في السنغال. تقريبا كل مغني سنغالي لديه أغنية تتضمن موضوعات من التاريخ الصوفي. من الشائع بشكل خاص أغاني المديح التي تكرم القادة الصوفيين الأفراد، وكذلك العمل المتعلق بجدل القادة الروحيين المتورطين في السياسة. يقوم نجوم عالميون مثل بابا مال ويوسو ندور بدمج مواضيع الصوفية في أعمالهم. يتناول الألبوم الكامل ليوسو ندور مصر التصوف. يصف ندور الألبوم بأنه استكشاف لعقيدته الشخصية، فضلاً عن أنه وسيلة لربط الإسلام في شمال إفريقيا والإسلام العربي بالصوفية في غرب إفريقيا.